# Hålven

1. 3 är övre hålvenen
2. 11 är undre hålvenen

De två hålvenerna (venae cavae) är stora blodkärl (vener) hos däggdjur som återför syrefattigt blod från systemkretsloppet till hjärtats högra förmak. Övre hålvenen (vena cava superior) återför blod från övre kroppen medan undre hålvenen (vena cava inferior) tar hand om lägre kroppen.
Flertalet djur har två nedre hålvener men människan har bara en.